# دردار ثماني الأسدية
دردار ثماني الأسدية (الاسم العلمي: Ulmus octandra) هو نوع نباتي يتبع جنس الدردار من فصيلة الدردارية.